# بطولة تونس لكرة الماء
بطولة تونس لكرة الماء (بالفرنسية: Championnat de Tunisie de water-polo masculin)‏ هي أهم بطولة في تونس تعنى برياضة كرة الماء. تبدأ البطولة عادة في مارس-أبريل وتنتهي في أكتوبر-نوفمبر من كل سنة.

## الفائزين
| - 1956: الجمعية الرياضية الفرنسية - 1957: النجم الرياضي بحلق الوادي - 1958: المستقبل الإسلامي - 1959: المستقبل الإسلامي - 1960: المستقبل الإسلامي - 1962: المستقبل الإسلامي - 1963: المستقبل الإسلامي - 1964: المستقبل الإسلامي - 1965: المستقبل الرياضي بالمرسى - 1966: المستقبل الرياضي بالمرسى - 1968: المستقبل الرياضي بالمرسى - 1969: المستقبل الرياضي بالمرسى - 1985: المستقبل الرياضي بالمرسى - 1986: غازيليك الرياضية بتونس - 1987: غازيليك الرياضية بتونس - 1990: الترجي الرياضي التونسي - 1991: الترجي الرياضي التونسي - 1992: الترجي الرياضي التونسي - 1993: الترجي الرياضي التونسي | - 1994: النادي الإفريقي - 1995: النادي الإفريقي - 1996: النادي الإفريقي - 1997: النادي الإفريقي - 1998: النادي الإفريقي - 1999: النادي الإفريقي - 2003: دلافين تونس - 2004: المستقبل الرياضي بالمرسى - 2005: المستقبل الرياضي بالمرسى - 2006: المستقبل الرياضي بالمرسى - 2007: المستقبل الرياضي بالمرسى - 2008: المستقبل الرياضي بالمرسى - 2009: النادي البحري البنزرتي - 2010: نادي السباحة بن عروس - 2011: نادي السباحة بن عروس - 2012: نادي السباحة بن عروس - 2013: النادي الإفريقي - 2014: النادي الإفريقي - 2015: نادي السباحة بن عروس |